# 涉外婚姻

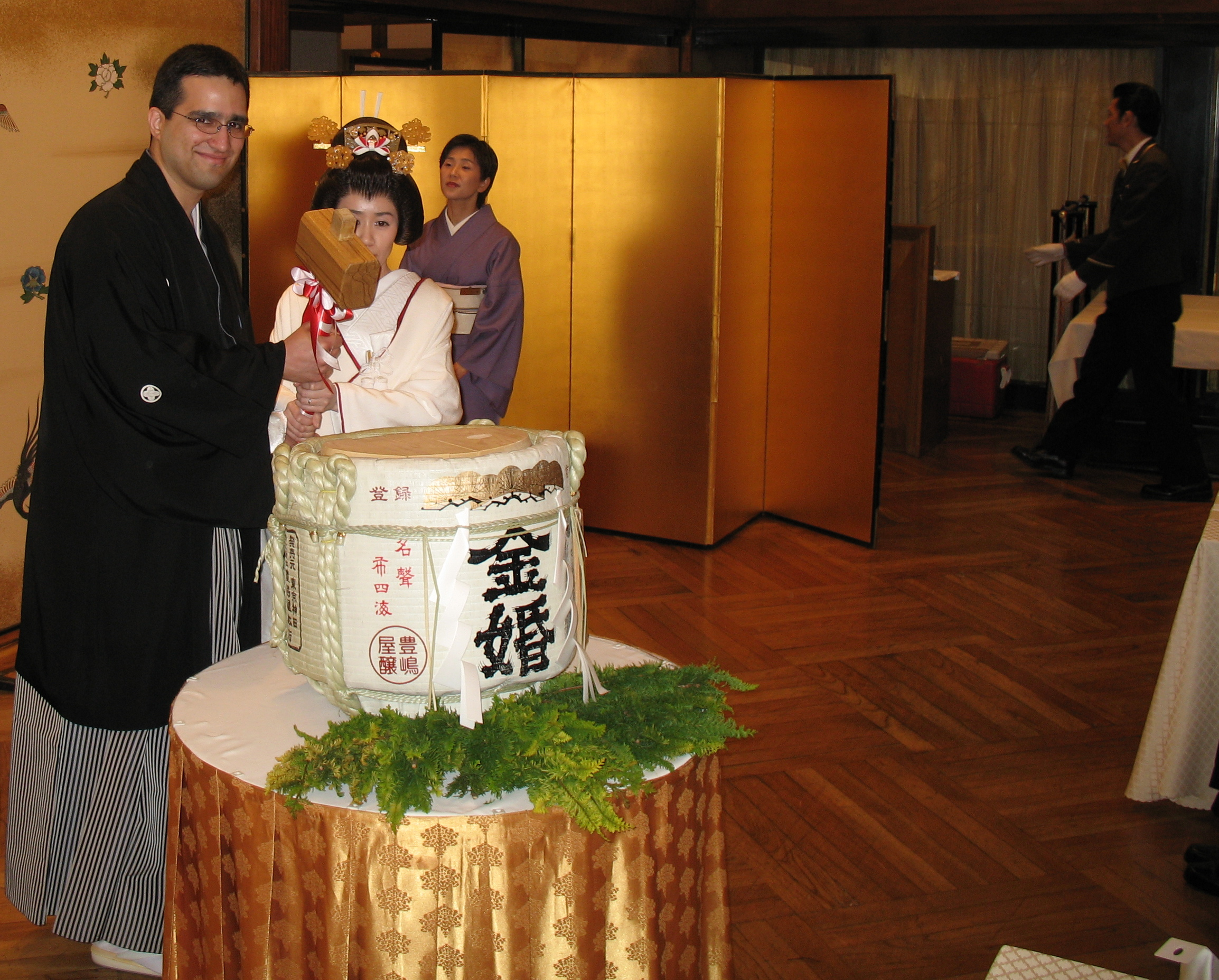

涉外婚姻或跨国婚姻，是指两个不同国籍的人所缔结的婚姻。
与普通婚姻相比，涉外婚姻首先面临的是法律问题。各国婚姻法不尽相同，结婚双方需面对不同的法律问题。在一国缔结的婚姻关系，并不一定会获得另一国法律的认可。

## 各种跨国婚姻的合法性

### 跨国婚姻中的未成年婚姻
由於不同國家的法定結婚年齡不同，雙方必須各自達到自己國家的法定結婚年齡才能結婚，例如台灣人要和新加坡人結婚，依照台灣法律，滿18歲就能結婚，但是依照新加坡法律，滿21歲才能結婚，所以，該台灣人只要滿18歲即可，但是該新加坡人必須滿21歲，這兩個人才能結婚。

### 跨国婚姻中的多重配偶
國籍屬多配偶制合法国家的一方，在一夫一妻制国家与该国異性缔结婚姻，又在本国法律的许可下，早已或再次缔结婚姻。如美国总统奥巴马的父亲老巴拉克·奧巴馬。
如果婚姻中的雙方僅有一方的國籍的多配偶制合法，而另一方的國籍為一夫一妻制，則婚姻無法被一夫一妻制的那國認可，一旦在那國發生訴訟，婚姻就會無效，但也有可能是「有效，但得撤銷」。
即使婚姻中的双方皆来自只承认一夫一妻制婚姻的国家，亦可造成事实上的多重配偶婚姻。中国疯狂英语的创始人李阳在2000年与中国籍妻子林某复婚，2005年又与美国籍女子李金在美国领取结婚证书，并在中国驻洛杉矶总领事馆公证认证。直到2006年，李阳才与中国籍妻子林某离婚。

### 跨国婚姻中的近亲婚姻
由於近親婚姻的禁婚親範圍因國家而異：
1. 禁止二亲等旁系血亲间通婚，即和自己的兄弟姐妹（包括同父异母、同母异父）
  - 包括丹麥、德國、瑞士、奧地利、捷克、智利、阿根廷、澳大利亞、加拿大、芬蘭、澳門、泰國、馬來西亞、荷蘭、古巴、俄羅斯、瑞典、美國紐約州
2. 禁止三亲等旁系血亲间通婚，即和自己的兄弟姐妹（包括同父异母、同母异父）、叔伯姑舅姨、甥侄子女
  - 包括英國、法國、巴西、愛爾蘭、西班牙、葡萄牙、義大利、匈牙利、秘魯、墨西哥、日本、香港、新加坡、紐西蘭、美國17個州
3. 禁止四亲等（或更多）旁系血亲间通婚，即和自己的兄弟姐妹（包括同父异母、同母异父）、叔伯姑舅姨、甥侄子女、叔伯舅公、姑姨婆、甥侄孫子女、堂兄弟姐妹、表兄弟姐妹
  - 包括中國大陸（禁止堂兄弟姐妹、表兄弟姐妹，允許叔伯舅公、姑姨婆、甥侄孫子女）、台灣（六等親）、南韓（八等親）、北韓（八等親）、菲律賓、越南（六等親）、印度尼西亞（禁止叔伯舅公、姑姨婆、甥侄孫子女，允許堂兄弟姐妹、表兄弟姐妹）、烏茲別克、亞塞拜然、挪威（禁止堂兄弟姐妹、表兄弟姐妹，允許叔伯舅公、姑姨婆、甥侄孫子女）、比利時（禁止堂兄弟姐妹、表兄弟姐妹，允許叔伯舅公、姑姨婆、甥侄孫子女）、盧森堡（禁止堂兄弟姐妹、表兄弟姐妹，允許叔伯舅公、姑姨婆、甥侄孫子女）、烏克蘭（禁止堂兄弟姐妹、表兄弟姐妹，允許叔伯舅公、姑姨婆、甥侄孫子女）、希臘（六等親）、羅馬尼亞、保加利亞（五等親）、塞爾維亞（五等親）、克羅埃西亞、科索沃（五等親）、北馬其頓、波士尼亞與赫塞哥維納、蒙特內哥羅、美國32個州（其中5個州（俄亥俄州、田納西州、猶他州、華盛頓州、威斯康辛州）為五等親、2個州（肯塔基州、內華達州）為六等親）

（印度、尼泊爾、辛巴威這三個國家，禁止到幾親等旁系血親通婚，是依賴於宗教或文化）
如果一個跨國婚姻屬於近親婚姻，且屬於其中一方國籍的禁婚親範圍，但不屬於另一方國籍的禁婚親範圍，則婚姻無法被屬於禁婚親範圍的那國認可，一旦在那國發生訴訟，婚姻就會無效，但也有可能是「有效，但得撤銷」。

### 跨国婚姻中的同性婚姻
至2025年，全世界有38个国家和地區允許同性婚姻（荷蘭、比利时、西班牙、加拿大、南非、挪威、瑞典、葡萄牙、冰岛、阿根廷、丹麥、巴西、法國、烏拉圭、紐西蘭、英國、盧森堡、墨西哥、美国、愛爾蘭、哥倫比亞、芬蘭、马耳他、德國、澳大利亚、奧地利、臺灣、厄瓜多爾、哥斯大黎加、智利、瑞士、斯洛文尼亞、古巴、安道爾、爱沙尼亚、希臘、列支敦士登、泰國）。其余不許同性婚姻的国家中，仅有以色列、爱沙尼亚、亚美尼亚三国认可其他国家的合法同性婚姻。以中华人民共和国为例，公民在境外缔结的同性婚姻无法同其他涉外婚姻一样，得到本国法律认可。

## 外籍配偶的情況
- 外籍配偶 (台灣)
- 郵購新娘

## 新娘外流最严重的国家
以下数据根据联合国妇女署2013年相关统计数据整理而成。

因数据源收集能力限制，仅有63个国家被列入统计行列。

括号内，为一国涉外婚姻中的该国女性“外嫁”别国男性比值，比值大则说明该国的涉外婚姻多为外国男子娶该国女子：
- “外嫁”比率极高：尼日尔（99%）、莫桑比克（97%）、马达加斯加（94%）、马拉维（91%）
- “外嫁”比率高：喀麦隆（87%）、塔吉克斯坦（85%）、肯尼亚（85%）、印度（84%）、赞比亚（81%）、越南（81%）
- “外嫁”比率较高：菲律宾（77%）、洪都拉斯（76%）、乌兹别克斯坦（76%）、加纳（75%）、格鲁吉亚（73%）、巴基斯坦（73%）、印尼（73%）、马来西亚（72%）、中国（70%）、乌克兰（70%）、泰国（70%）、波黑（70%）

## 對外婚姻之禁止
由於對外婚姻之外籍配偶不易回到原籍地及會受到歧視，例如外籍婦女不易在受辱時跑回娘家，因此可能會限制。
例如：韓國男子禁止在有家暴前科、過去10年內對兒童性犯罪、過去10年內入獄的人，與外國婦女結婚。北韓一律禁止與外國人通婚